# Ólafur Hjaltason
Ólafur Hjaltason, född okänt år, död 9 januari 1569, var en isländsk biskop.
Ólafur, som var son till en klockare i Hólar, var i prästerlig verksamhet redan 1520. Han uppges i sin ungdom ha besökt skolan i Bergen och således förvärvat sig kunskaper, som, om än inte särskilt djupa, dock hävdade sig något över den låga nivå, som utmärkte de flesta isländska präster i slutet av den katolska tiden.
Ólafur stod till en början nära biskopen i Hólar Jón Arason som försvarade katolicismen. Han var han en av de tre män, som på Jóns vägnar 1542 reste till Danmark, då kungen hade kallat Islands båda biskopar till förhandling om kyrkoväsendets ordnande. Under sin vistelse i Köpenhamn vanns Ólafur för reformationen, även om vid sin återkomst till Island skenbart som förr anslöt sig till Jón utan att ge uttryck för sin nya ståndpunkt.
Ólafur började dock 1549–1550 att i sitt pastorat öppet predika mot de katolska kyrkoskicken. Detta ledde till att han ställdes inför en andlig rätt, som fråndömde honom ämbetet och förklarade honom fredlös. Hans avvisande ur den kyrkobyggnad, i vilken domen fälldes, skedde så våldsamt, att han ådrog sig obotlig skada. Han lyckades fly till Danmark, där man villigt antog sig hans sak och utsåg honom till Jóns efterträdare. Då regeringen 1551 – innan avrättningen av Jón blivit känd – beslutade sig för att sända väpnade styrkor till Island för att på så sätt bryta det katolska partiets motstånd, medföljde Ólafur med de till Nordlandet avgående två örlogsfartygen. Efter att han provisoriskt tagit biskopssätet i besittning, återvände han till Danmark för att låta sig vigas och tillträdde året därpå (1552) till fullo ämbetet. 
Som biskop vände Ólafur sig med iver mot tillbedjandet av katolska helgedomar, utgav till hjälp vid gudstjänsten en altarbok samt översatte eller bearbetade till vägledning för präster och lekmän olika andra religiösa skrifter. Men han förefaller ha saknat auktoritet och kände trycket av den ovilja, som den avrättade biskopens många personliga anhängare visade honom.